# Движение Узбекистана «Народное единство»
Движение Узбекистана «Народное единство» — официально зарегистрированное общественно-политическое движение в Узбекистане.
Движение основано 27 мая 1995 года, официально зарегистрировано в Министерстве юстиции Республики Узбекистан 9 июня 1995 года, как «альтернатива» лишенной официальной регистрации оппозиционной партии и движения «Бирлик». Высший курултай (съезд) общественного движения Узбекистана «Народное единство» проходит раз в четыре года. Имеет областных, районных и городских кенгашов (советов) и первичных организаций. Также имеет свои печатные органы — газету «Бирлик» на узбекском и «Единство» на русском языке. Движение осуществляет свою работу в контакте с центром духовности и просвещения, республиканским интернациональным центром и со свыше ста национально-культурными центрами в Узбекистане. Движение ставит перед собой цель укрепление единства представителей разных наций и народностей, проживающих на территории Узбекистана, а также поддержку религиозной терпимости и толерантности. В 1990-е годы движение тесно сотрудничало с движением «Туркестан — наш общий дом», тесно продвигая идею всестороннего единства и сотрудничества народов пяти республик Средней Азии.